# Ribes viridiflorum
Ribes viridiflorum là một loài thực vật có hoa trong họ Grossulariaceae. Loài này được (Cheng) L.T. Lu & G. Yao miêu tả khoa học đầu tiên năm 1995.